# فورست أدير
فورست أدير (بالإنجليزية: Forrest Adair)‏ هو شخصية أعمال أمريكي، ولد في 1865، وتوفي في 1936.